# Travancore-Gleithörnchen
Das Travancore-Gleithörnchen (Petinomys fuscocapillus) ist ein Gleithörnchen aus der Gattung der Zwerggleithörnchen (Petinomys). Es kommt im südlichen Indien und auf Sri Lanka vor.

## Merkmale
Das Travancore-Gleithörnchen erreicht eine Kopf-Rumpf-Länge von etwa 32 bis 34 Zentimetern sowie eine Schwanzlänge von etwa 25 bis 29 Zentimetern. Das Gewicht liegt bei etwa 700 Gramm. Die Rücken- und Kopffärbung ist rötlich bis fuchsbraun oder dunkelbraun, die Bauchseite sowie das Kinn und die Wangen sind rötlich-weiß.
Wie alle Zwerggleithörnchen hat es eine behaarte Gleithaut, die Hand- und Fußgelenke miteinander verbindet und durch eine Hautfalte zwischen den Hinterbeinen und dem Schwanzansatz vergrößert wird. Die Gleithaut ist muskulös und am Rand verstärkt, sie kann entsprechend angespannt und erschlafft werden, um die Richtung des Gleitflugs zu kontrollieren.

## Verbreitung

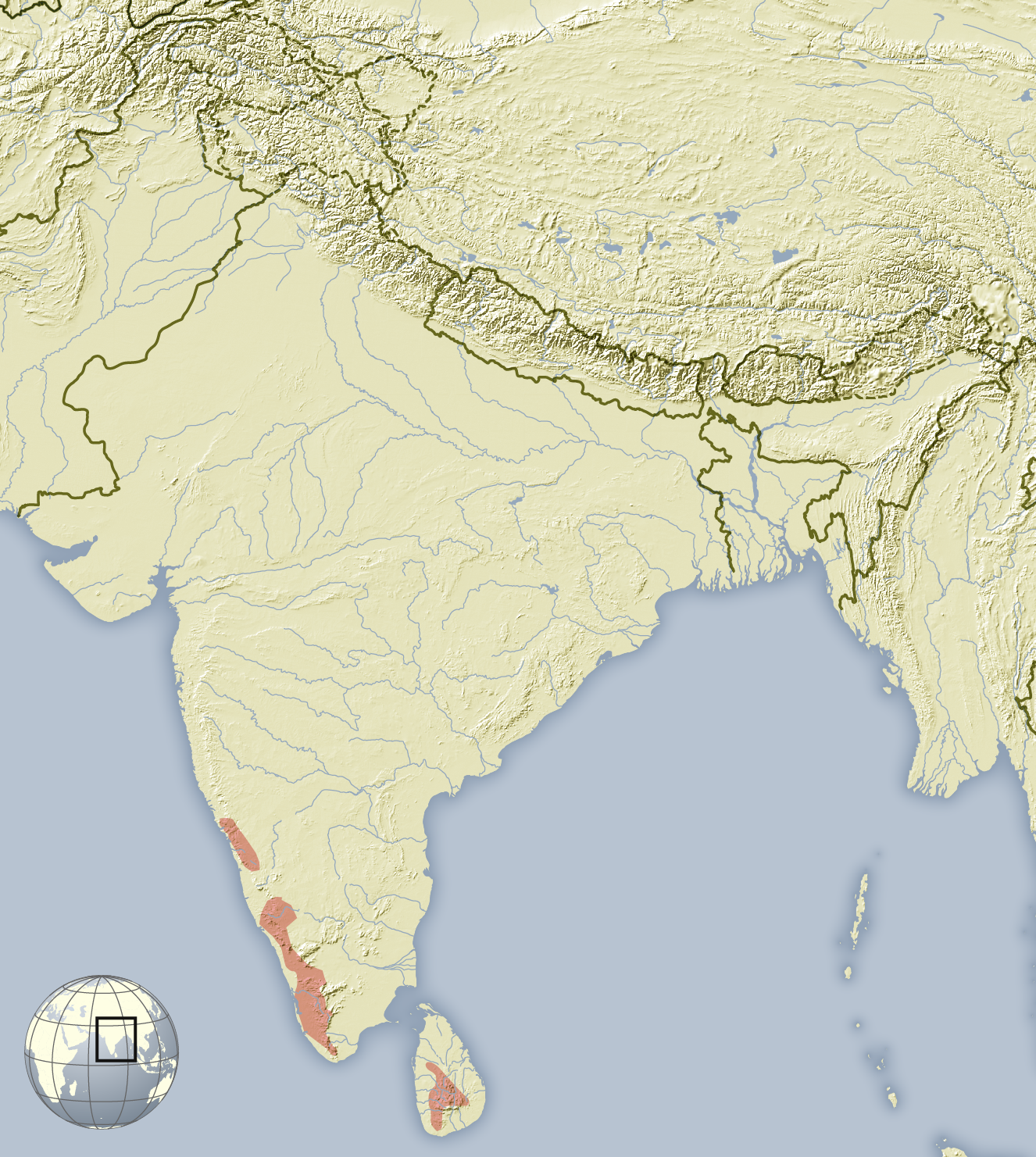
Verbreitungsgebiet des Travancore-Gleithörnchens

Das Travancore-Gleithörnchen kommt im südlichen Indien und auf Sri Lanka in Höhen von 500 bis 2000 Metern vor. In Indien lebt es in den Westghats in Kerala und Tamil Nadu während es auf Sri Lanka im zentralen und südlichen Teil in der Zentralprovinz, der Nord-Zentralprovinz, der Südprovinz sowie in den Provinzen Sabaragamuwa und Uva vorkommt. Die Verbreitung ist dabei aufgrund der verfügbaren Habitate stark fragmentiert.

## Lebensweise
Das Travancore-Gleithörnchen kommt in Waldgebieten vor allem in den höheren Lagen vor, wobei es von verschiedenen Habitaten  und Waldtypen wie Laubwäldern, Mischwäldern und Immergrünen Wäldern bekannt ist. Seltener wird es auch in Plantagen nahe bei Waldgebieten beobachtet und es kann auch in der Nähe von menschlichen Ansiedlungen vorkommen.
Über die Lebensweise des Gleithörnchens liegen nur wenige Daten vor. Es entspricht in seiner Lebensweise anderen Gleithörnchen; es lebt als Einzelgänger baumlebend in Höhen von 15 bis 20 Metern und ist weitestgehend nachtaktiv. Dabei ernährt es sich von Pflanzen, teilweise in benachbarten Plantagen. Es baut Nester in Baumhöhlen und verbringt die meiste Zeit im Laubdach der Wälder. In den Westghats lebt die Art gemeinsam mit dem Indischen Riesengleithörnchen (Petaurista philippensis) und kommt im Vergleich zu diesem eher selten vor.

## Systematik
Das Travancore-Gleithörnchen wird als eigenständige Art innerhalb der Gattung der Zwerggleithörnchen (Petinomys) eingeordnet, die insgesamt neun Arten enthält. Die wissenschaftliche Erstbeschreibung stammt von Thomas Caverhill Jerdon aus dem Jahr 1847 anhand eines Individuums aus dem ehemaligen Fürstenstaat Travancore im heutigen Bundesstaat Kerala in Süd-Indien.
Innerhalb der Art werden keine Unterarten unterschieden. Historisch wurde eine Trennung in eine indische Unterart P. f. fuscocapillus und eine Unterart P. f. layardi auf Sri Lanka vorgenommen, die jedoch später wieder synonymisiert wurden. Eine Diskussion, ob es sich bei den beiden Populationen um verschiedene Unterarten oder sogar getrennte Arten handelt, besteht jedoch weiterhin.

## Bestand, Gefährdung und Schutz
Das Travancore-Gleithörnchen wird von der International Union for Conservation of Nature and Natural Resources (IUCN) als potenziell gefährdet („near threatened“) gelistet. Begründet wird dieser Status mit dem vergleichsweise kleinen Verbreitungsgebiet, das maximal 30,000 km2 beträgt, sowie der abnehmenden Verfügbarkeit geeigneter Habitate und der fragmentierten Verbreitung der Art. Eine Einstufung als gefährdete Art ist in Zukunft möglich.
Als Hauptgefährdungsursache wird der Lebensraumverlust durch die Umwandlung von Wäldern in landwirtschaftliche Flächen, Holzplantagen und Siedlungsraum sowie der Holzeinschlag angesehen. In geringem Maße werden die Tiere als Fleischlieferanten für den lokalen Bedarf bejagt.

## Belege
1. 1 2 3 4 5 6  Richard W. Thorington Jr., John L. Koprowski, Michael A. Steele: Squirrels of the World. Johns Hopkins University Press, Baltimore MD 2012; S. 123–124, ISBN 978-1-4214-0469-1
2. 1 2 3 4 5 6 7 8  Petinomys fuscocapillus in der Roten Liste gefährdeter Arten der IUCN 2014.1. Eingestellt von: N. Rajamani, S. Molur, P.O. Nameer, 2008. Abgerufen am 20. Juni 2014.
3. 1 2 3  Don E. Wilson, DeeAnn M. Reeder (Hrsg.): Petinomys fuscocapillus in Mammal Species of the World. A Taxonomic and Geographic Reference (3rd ed).